# Insurrection de Novembre
Pour les articles homonymes, voir Guerre russo-polonaise.
Batailles
- Stoczek
- Dobra
- Kałuszyn
- Wawer
- Nowa Wieś
- Białołęka
- Grochow
- Kurow
- Wawer
- Debe Wielkie
- Domanice
- Iganie
- Kazimierz Dolny
- Ostrołęka
- Wola

L’insurrection de Novembre est un soulèvement du royaume de Pologne contre le tsar Nicolas Ier, roi de Pologne, et contre les abus de la tutelle russe. L'insurrection commence le 29 novembre 1830 et se termine par la chute de Varsovie en septembre 1831, après une guerre de huit mois opposant l'armée impériale russe à l'armée du royaume.
La défaite des Polonais est suivie d'une sévère répression et d'une réduction drastique de l'autonomie du royaume de Pologne. Plusieurs milliers de Polonais sont alors poussés à l'exil : cet exode massif est connu sous le nom de « Grande Émigration ».

## Contexte historique: le royaume de Pologne sous tutelle russe

### Création duroyaume du Congrès
L'État polonais, officiellement appelé république des Deux Nations, disparaît en 1795 lors du troisième partage de la Pologne, effectué par la Russie, la Prusse et l'Autriche.
En 1807, après la campagne de Prusse et de Pologne, Napoléon rétablit un État polonais sous tutelle française, le duché de Varsovie, à partir de territoires qui avaient été annexés par la Prusse, ajoutant, en 1809 des territoires qui avaient été annexés par l'empire d'Autriche. La Russie, « alliée » de Napoléon par les traités de Tilsit, conserve la totalité de ses annexions antérieures. Elle reçoit même la région de Białystok.
Après la chute de Napoléon, le congrès de Vienne attribue le territoire du duché à la Russie et le tsar Alexandre Ier devient « roi de Pologne ».
Le royaume de Pologne hérite des institutions du duché, notamment son code civil, le code Napoléon. Il a sa propre constitution, son gouvernement (Diète et Conseil d'état), son administration et son armée. Alexandre Ier accorde au nouveau royaume une constitution libérale qui garantit la liberté de la presse, de la parole et des associations. Le général Józef Zajączek, qui a servi Napoléon dans la Grande Armée mais s'est ensuite rallié au tsar, est nommé vice-roi (namiestnik). Cependant, c'est le frère du tsar, le grand-duc Constantin, commandant en chef de l'armée polonaise, qui joue un rôle déterminant en Pologne, secondé par le comte Nikolaï Novossiltsev, représentant personnel du tsar.

### Tensions politiques
La principale cause du soulèvement de novembre est le non-respect par le tsar des dispositions de la constitution de 1815. Déjà en 1819, Alexandre Ier abolit la liberté de la presse et introduit la censure préventive. À partir de 1820, des sociétés patriotiques se forment notamment chez les étudiants et les militaires, qui vont subir la répression de la police. En 1821, la liberté de réunion est suspendue et la franc-maçonnerie est interdite. En octobre 1822, le franc-maçon Walerian Łukasiński, chef de la Société patriotique, est arrêté.
Les tensions s'aggravent après l'avènement en 1825 de Nicolas Ier, qui, au lendemain de son accès au trône fait, doit faire face à l'insurrection décabriste. Désireux d’obtenir des réformes libérales, des officiers russes tentent de soulever la garnison de Saint-Pétersbourg. Leur échec fige la Russie dans l'absolutisme et le conservatisme. Après avoir remis son peuple au pas, le tsar se fait le défenseur de la légitimité monarchique dans toute l’Europe et envisage défavorablement les libertés dont jouit le royaume de Pologne.
En 1825, le nouvel empereur abolit la transparence des sessions de la Diète de Pologne. Dans le même temps, la persécution des organisations indépendantistes polonaises s'intensifie. En 1827, des membres de la Société patriotique sont arrêtés.
La répression grandissante rencontre une opposition de plus en plus forte. Le 15 décembre 1828, un certain nombre de patriotes s'unissent à l'initiative du lieutenant Piotr Wysocki, instructeur à l'École des officiers d'infanterie de Varsovie, pour la défense de la Constitution. Ce groupe patriotique qui prépare l'assassinat du grand-duc Constantin Pavlovitch de Russie est passé dans l'histoire comme « la conjuration de Wysocki ».
Le 24 mai 1829, conformément aux règles constitutionnelles, Nicolas Ier se fait couronner roi de Pologne à Varsovie.

### La Pologne et les révolutions européennes de 1830

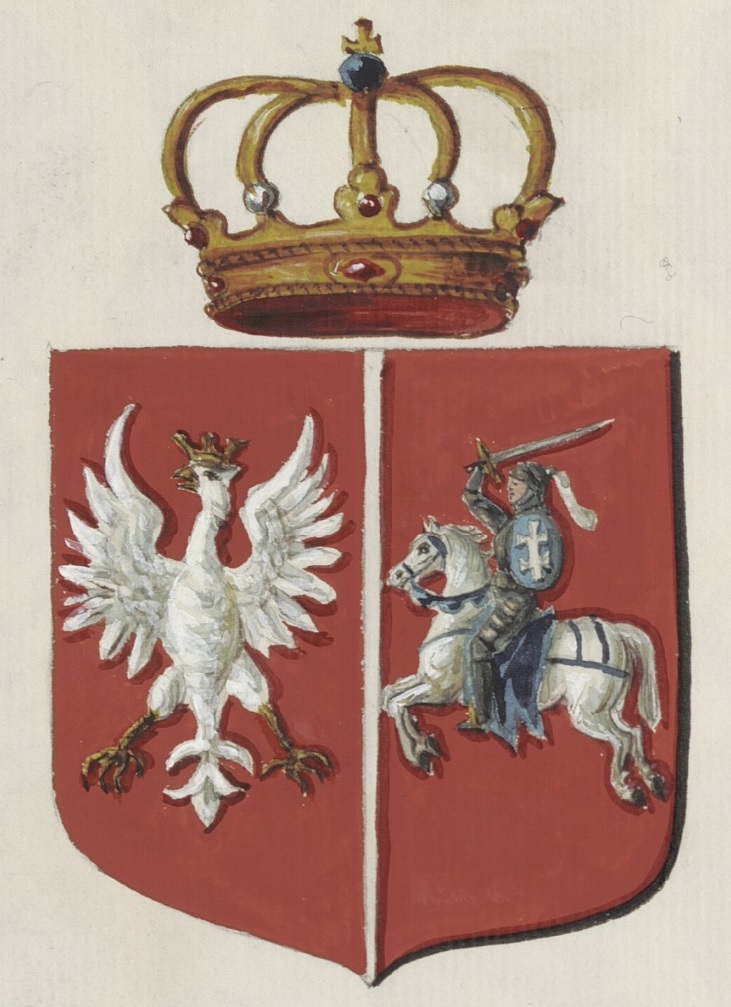
Armoiries de l'insurrection de Novembre : l'Aigle polonais et le Vytis lituanien (Waikymas)

L'année 1830 est marquée en Europe par deux événements révolutionnaires : la révolution de Juillet en France, puis la révolution belge, en août, dont la population se soulève face à l’autoritarisme du royaume uni des Pays-Bas. Ces événements remettent en cause l'ordre établi après le congrès de Vienne par les trois puissances de la Sainte-Alliance : la Russie, la Prusse et l'Autriche.
De plus, le détrônement de Guillaume Ier d'Orange par les Belges est accueilli à Saint-Pétersbourg comme une offense personnelle au tsar, étant donné que la sœur de Nicolas Ier, Anna, est depuis 1816 l'épouse de Guillaume, fils aîné du roi des Pays-Bas.
À Varsovie, les patriotes polonais sont persuadés que le tsar interviendra militairement et ils craignent que l’armée polonaise soit envoyée contre les révolutionnaires de France et de Belgique.
De fait, en réponse à l'« anarchie révolutionnaire » en Belgique, le tsar ordonne le 17 octobre 1830 à son ministre de la guerre Alexandre Tchernychev et au maréchal Sacken de mettre l'armée sur le pied de guerre. Cet ordre concerne aussi l'armée polonaise qui doit suivre l'armée impériale russe à l'ouest pour étouffer la révolution belge. L'empereur recommande personnellement au secrétaire d’État, le général Stefan Grabowski, de transmettre l'ordre du 17 octobre 1830 au ministre polonais des Finances, le prince Drucki-Lubecki, afin qu'il réunisse les fonds nécessaires. La date fixée pour la mise sur le pied de guerre de l'armée est le 22 décembre 1830.[réf. nécessaire]

## Les débuts de l'insurrection (29 novembre 1830-30 janvier 1831)

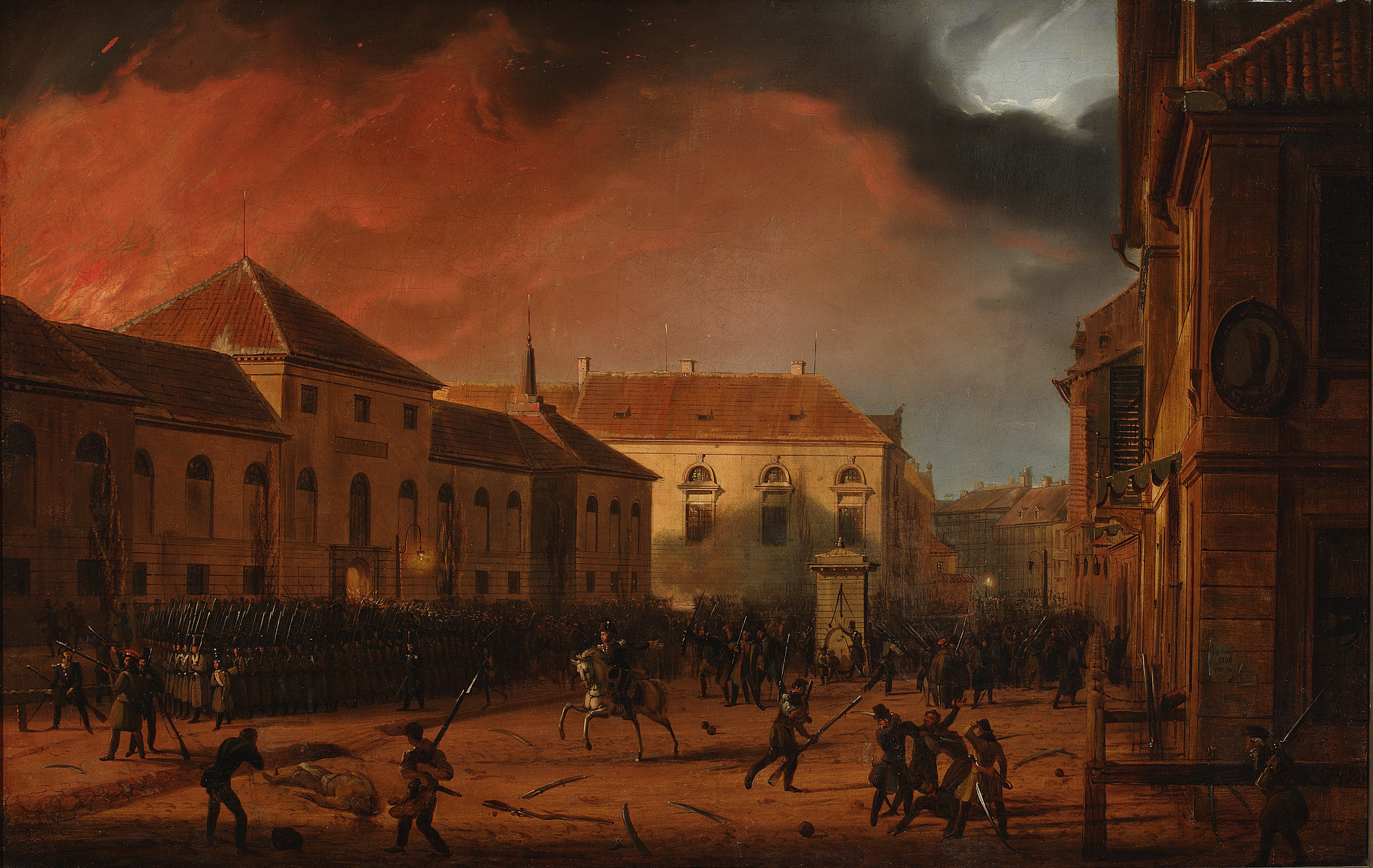
La Prise de l’Arsenal par Marcin Zaleski

L'annonce, les 19 et 20 novembre 1830, de l'ordre de mettre en alerte les forces armées russes et polonaises décide les dirigeants de l'organisation secrète du lieutenant Piotr Wysocki  de prendre des mesures immédiates pour déclencher le soulèvement.

### Les événements du 29 novembre 1830
Le soir du 29 novembre 1830, un groupe de vingt-quatre élèves de l’École des aspirants d’infanterie conduit par Wysocki, dont Ludwik Nabielak et Seweryn Goszczyński, attaque le palais du Belvédère où réside le grand-duc Constantin.
Au cours de son trajet, un groupe rencontre le général Hauke, vice-ministre de la Guerre, accompagnant le carrosse où se trouve sa famille. Sollicité de se joindre à l'insurrection, Hauke refuse et essaie au contraire de convaincre les aspirants de rentrer dans leur caserne. Il est tué par des coups de feu, puis ses décorations russes sont arrachées, mais pas les décorations polonaises ni françaises.
Au Belvédère, le grand-duc échappe de peu aux assaillants. Malgré cela, ils réussissent à entraîner la population de Varsovie et à prendre contrôle de la ville. Le groupe de Wysocki s'empare de l'arsenal de Varsovie et procède à la distribution de 30 000 fusils à la population de la ville. Le lendemain, la ville est sous la domination des insurgés. Leur étendard porte la mention « Pour notre liberté et pour la vôtre ». Des unités de l'armée polonaise cantonnées à l'extérieur de la ville se rallient aux insurgés. Cependant, aucun général, malgré des sollicitations, ne se rallie à l'insurrection. Seuls les hommes politiques radicaux, notamment Joachim Lelewel et Maurycy Mochnacki, regroupés dans la Société patriotique, soutiennent le soulèvement.
La nuit du 30 novembre, le prince Lubecki, défavorable à l'insurrection et l'un des rares à Varsovie capable de discuter sur pied d'égalité avec le grand-duc Constantin, prend contact avec le prince et le supplie d'écraser les désordres afin de pouvoir présenter l'évènement comme mutinerie sans importance. Mais le duc refuse d'agir.

### Le gouvernement provisoire (3-18 décembre 1830)
Le comte Lubecki s'emploie alors à former un Conseil administratif réunissant des conservateurs hostiles à l'idée du soulèvement. Le prince Adam Czartoryski, le général Józef Chłopicki, le prince Michał Radziwiłł et l'écrivain Julien-Ursin Niemcewicz en font partie. Le conseil engage des négociations avec les insurgés.

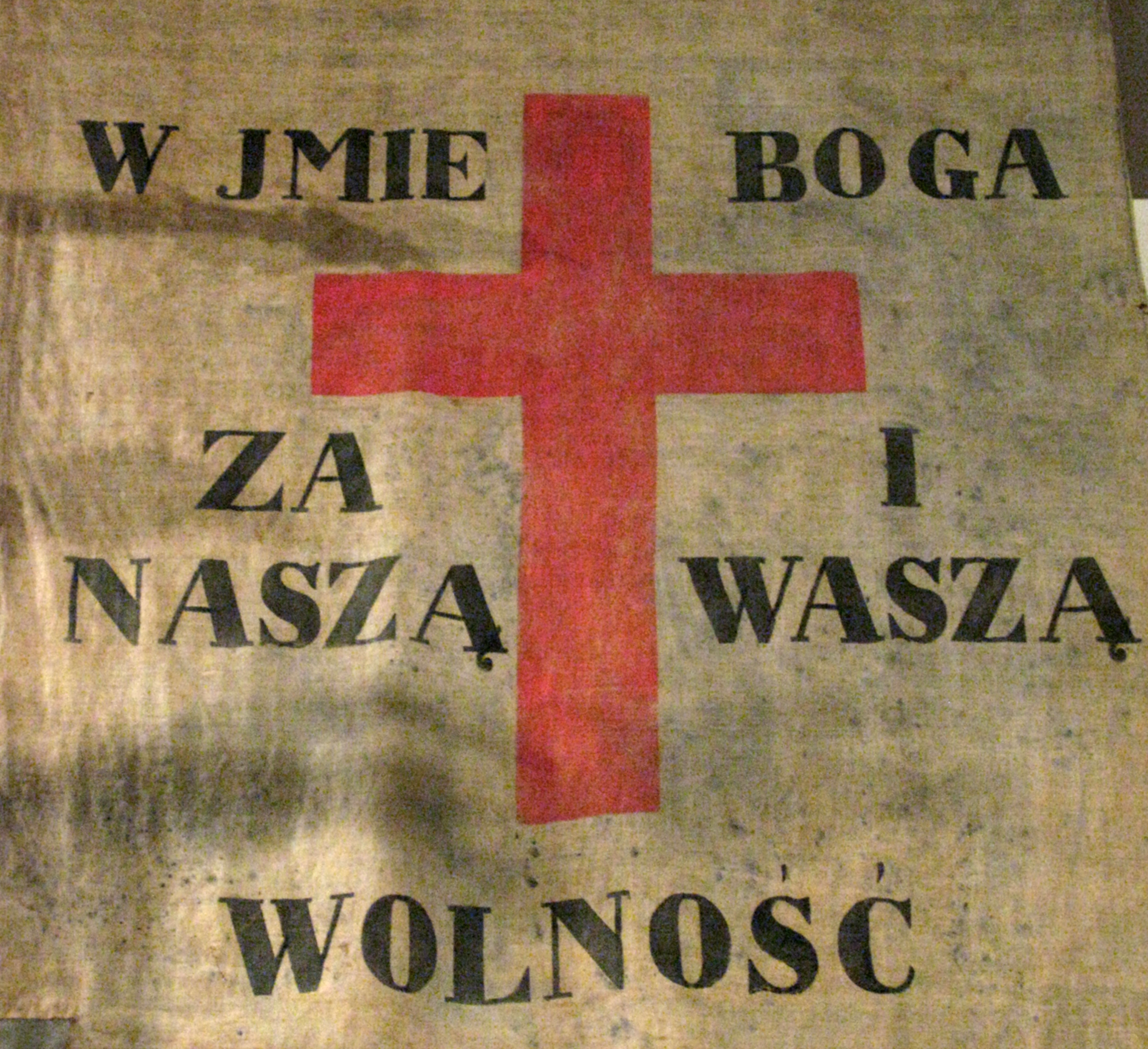
Drapeau de l'Insurrection de Novembre portant la devise "Au nom de Dieu, pour notre liberté et la vôtre"

Le 3 décembre 1830, le Conseil administratif coopte quelques radicaux et prend le nom de Gouvernement provisoire du Royaume de Pologne, dont la présidence est donnée au prince Czartoryski. Le 5 décembre, le général Chłopicki, vétéran des guerres napoléoniennes assez populaire mais peu favorable au désordre, se proclame « dictateur de l'insurrection», c'est-à-dire commandant-en-chef de l'armée polonaise. Le grand-duc Constantin est autorisé à quitter le royaume avec les troupes russes, drapeaux en tête et prisonniers indemnes.
Pendant ce temps, de nouveaux officiers sont promus, notamment à partir de l'encadrement de l'école d'infanterie de Varsovie, fidèles à Wysocki, comme Hieronim Dębicki.
Le 12 décembre 1830, le prince Lubecki part comme émissaire à Saint-Pétersbourg pour apaiser le tsar. Il se contente de demander le respect des promesses et des droits constitutionnels déjà établis de la Pologne : le respect de la constitution, la fin du stationnement de troupes russes dans le royaume, sa réunification avec des anciennes territoires du grand-duché de Lituanie avec lequel il formait la république des Deux Nations. Mais le tsar Nicolas Ier  refuse de négocier et exige la reddition inconditionnelle des insurgés. L'armée russe se prépare en vue d'une attaque du royaume. Le prince Lubecki écrit alors au général Chłopicki pour lui demander d'essayer de mater la rébellion avec les forces polonaises puisque c'était la seule façon d'éviter l'intervention russe.

### Le gouvernement du général Chlopicki (18 décembre 1830-18 janvier 1831)
Si le gouvernement est conciliant, la Diète réunie le 18 décembre 1830 se montre plus radicale. Elle proclame l’insurrection nationale et confirme Chłopicki comme son commandant en chef. Le gouvernement provisoire est remplacé par le « Conseil national suprême », toujours présidé par le prince Czartoryski, chargé d'assister le dictateur.
Un comité spécial de la Diète élabore un texte qui sera publié le 5 janvier 1831, mais daté du 20 décembre 1830, le « manifeste de la Diète » (Manifest Sejmowy) dans lequel sont exprimés les griefs des insurgés contre la tutelle du tsar.
Confronté à l’intransigeance de Nicolas Ier, Chłopicki démissionne le 18 janvier 1831, laissant le pouvoir à la responsabilité de la Diète. Il est remplacé à la tête de l'armée par le général Radziwill.

### La destitution du tsar et le gouvernement national (25-30 janvier 1831)
Le 25 janvier 1831, la Diète vote la destitution de Nicolas Ier du trône de Pologne, ce qui équivaut à une proclamation d'indépendance et à une déclaration de guerre.
Il s'ensuit un débat politique intense au sein de la Diète sur la nature, les méthodes et les objectifs de l'insurrection. La Diète statue que la Pologne sera une monarchie héréditaire constitutionnelle et que c'est à la Diète de choisir le roi.
Le 30 janvier 1831 est mis en place le Gouvernement national, de nouveau sous la présidence d'Adam Czartoryski, ministre des Affaires étrangères jusqu'au 16 août. Joachim Lelewel y représente le courant républicain radical.

## La guerre russo-polonaise

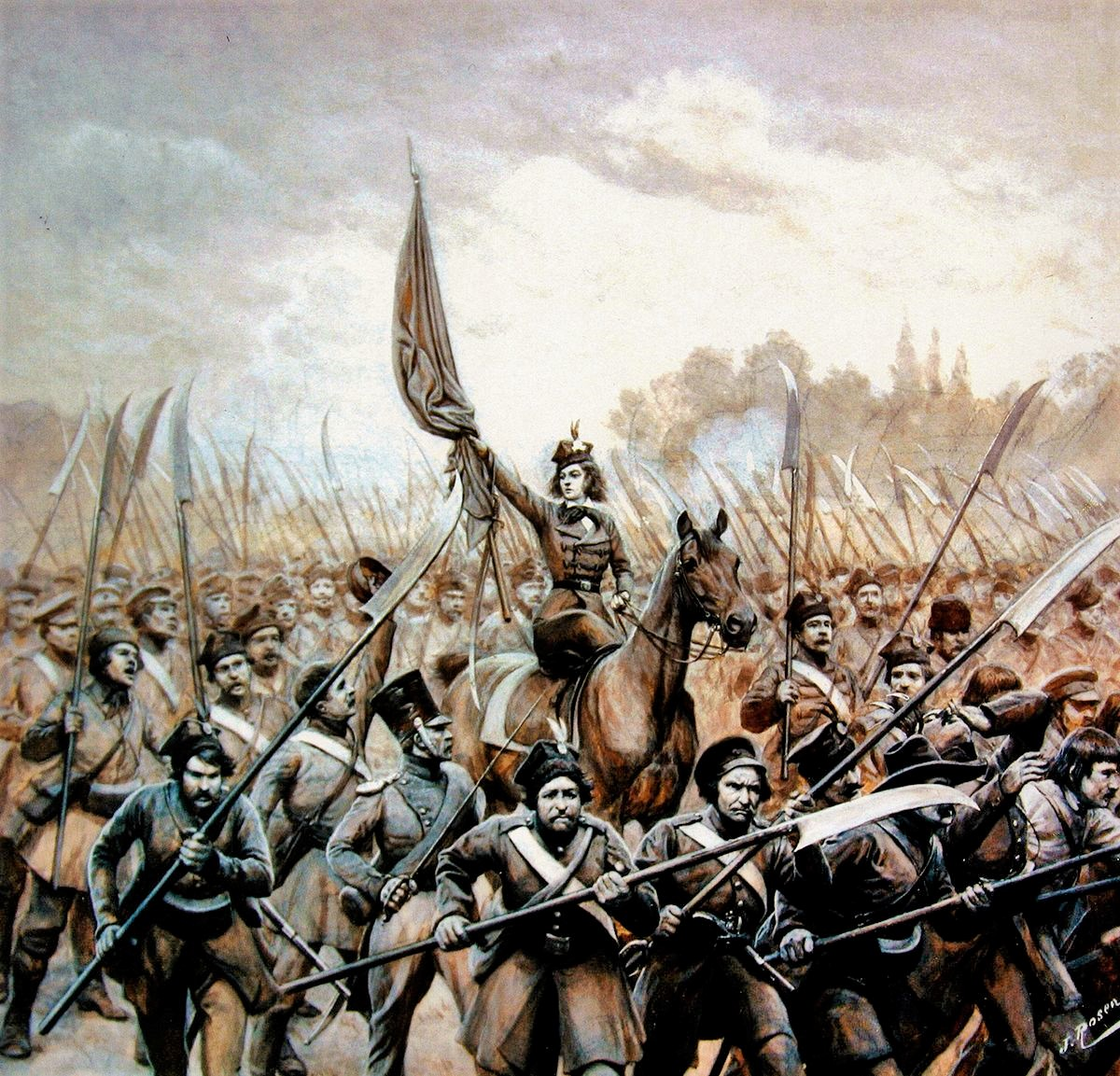
Emilia Plater conduisant les porteurs de faux.

Alors que les radicaux veulent une « guerre du peuple » contre la Russie, le gouvernement de Czartoryski nourrit l'espoir qu'une campagne militaire victorieuse forcera Nicolas et les grandes puissances à réviser les clauses du traité de Vienne concernant la Pologne.

### Première offensive russe (février 1831)
Le 4 février 1831, une armée russe forte de 127 000 hommes, commandée par le général Diebitsch, franchit la frontière du royaume de Pologne. L'armée polonaise ne compte que 53 000 hommes.
L'offensive est menée sur un large front avec 11 colonnes, mais un dégel précoce oblige Diebitsch à se rabattre sur la route de Brest-Litovsk, occupant, après la traversée difficile du Bug, la région de Siedlce.
Après les batailles victorieuses de Stoczek (14 février), de Dobre (17 février), de Kałuszyn (17 février) et de Wawer (19 février), les Polonais affrontent les Russes près de Grochów, 2 km à l'est de Varsovie, sur la rive droite de la Vistule.

### L'arrêt de l'offensive russe à la bataille de Grochów (24-25 février)
La bataille de Grochów est la plus importante bataille livrée en Europe depuis Waterloo. Elle voit s'affronter 40 000 Polonais et 60 000 Russes.
L'armée polonaise est officiellement commandée par le prince Michał Radziwiłł, mais ce dernier laisse l'initiative militaire au général Józef Chłopicki, nommé le 22 février 1831 commandant de première ligne. Ce changement de statut de Chłopicki a une incidence négative sur le déroulement de la bataille. Chłopicki arrive sur le champ de bataille en tant que civil. Il prend le commandement de l’ensemble des forces polonaises, mais certains de ses subordonnés ne reconnaissent pas son autorité et Jan Krukowiecki et Tomasz Łubieński refusent d’exécuter ses ordres à des moments clés de la bataille. Cela fait qu'on perd une chance de briser définitivement la cavalerie russe.
Chłopicki ayant été gravement blessé au cours de la bataille, c'est le général Jan Skrzynecki, un autre vétéran des guerres napoléoniennes, qui le remplace à la tête de l'armée. Les Polonais résistent longuement et infligent des pertes importantes aux Russes (10 000 hommes), les dissuadant de poursuivre l'offensive vers la capitale.
Bien que la bataille soit indécise, l'offensive russe est arrêtée. L'armée polonaise se regroupe en position défensive autour du faubourg de Praga, tête de pont sur la Vistule, tandis que Diebitsch fait prendre des quartiers d'hiver à ses troupes, éprouvées aussi par la maladie.

### Le commandement de Jan Skrzynecki et la contre-offensive polonaise
Skrzynecki est confirmé commandant en chef du soulèvement à la place de Michał Radziwiłł, démissionnaire, le 26 février 1831. Cependant, il ne croit pas au succès de l'insurrection, il fait preuve d'une passivité exceptionnelle. Il manque plusieurs chances de réussir des offensives au printemps 1831, puis entreprend une «purge» dans l'armée, remplaçant l'ancien état-major à la retraite par des officiers subalternes plus jeunes. Il s'entoure de ses fidèles. Wojciech Chrzanowski est promu chef d'état-major, tandis qu'Ignacy Prądzyński est nommé conseiller. Il place des officiers disciplinés : Maciej Rybiński, Antoni Giełgud, Kazimierz Małachowski et Henryk Milberg à la tête des divisions et il réorganise la structure de l'armée polonaise dont la force en mars 1831 est estimée à 70 000 soldats.
Le mois de mars 1831 est une période sans engagements militaires notables, sauf le dernier jour. Diebitsch attend des renforts, l'armée russe opérationnelle étant réduite à 67 000 hommes au début du mois. Vers la fin du mois, une insurrection éclate dans l'ancien grand-duché de Lituanie (annexé par la Russie), ce qui affaiblit les communications russes. Sous la pression du tsar, Diebitsch accepte de lancer une nouvelle offensive au début d'avril et engage des préparatifs pour traverser la Vistule au sud de Varsovie.
Prądzyński propose alors d'attaquer le VIe Corps commandé par le général Rozen et établi non loin de Varsovie, puis le gros de l'armée russe. Les troupes polonaises traversent la Vistule dans la nuit du 30 au 31 mars et affrontent les Russes à Dębe Wielkie. Les Russes subissent de lourdes pertes et leurs positions sont démantelées.
Mais les poursuites sont suspendues pendant une semaine par Skrzynecki, laissant à Diebitsch le temps de revenir à Siedlce. Le 10 avril 1831, Prądzyński l'emporte à Iganie (2 km à l'ouest de Siedlce), mais à nouveau le commandant en chef lui ordonne de renoncer à attaquer la ville et de se replier sur une position défensive alors que l'armée russe est décimée par l'épidémie de choléra.

#### La défaite à labataille d'Ostrołęka(26 mai)

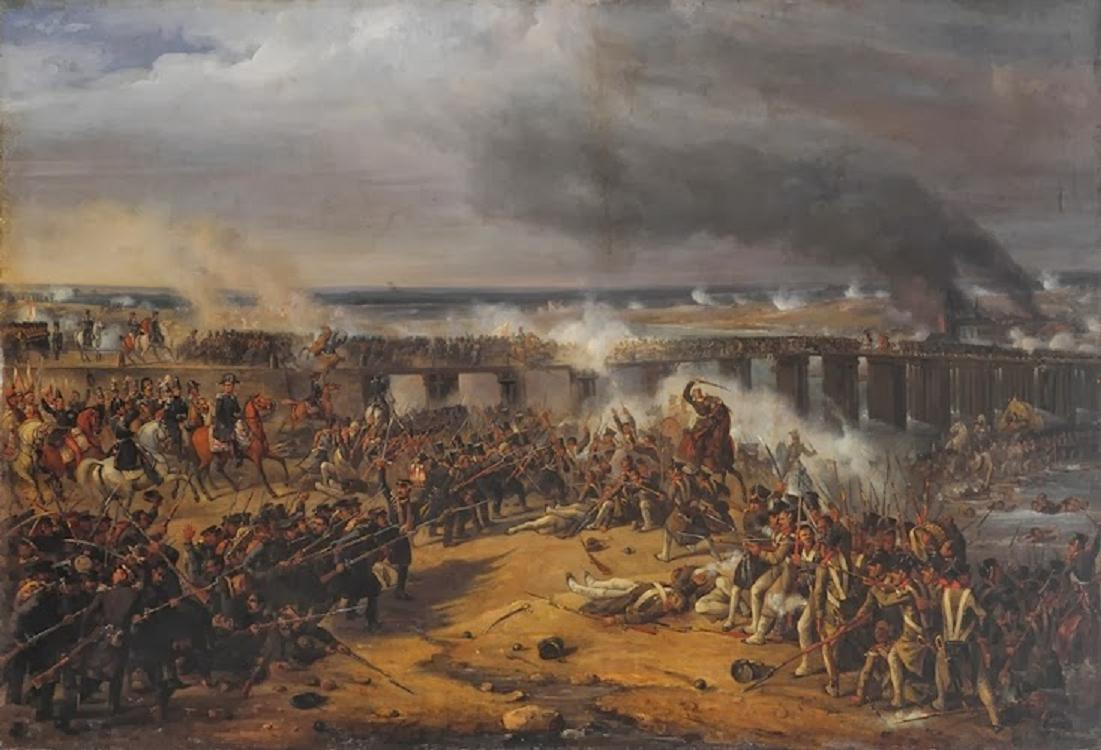
Bataille d'Ostrołęka par Charles Malankiewicz.

Sous la pression du pouvoir politique soucieux du moral de la population et de l'armée, Skrzynecki décide alors une attaque de la garde impériale stationnée au nord-est de Varsovie, entre Łomża et Ostrołęka, 25 000 hommes commandés par le grand-duc Michel.
Le 14 mai, 44 000 Polonais sont rassemblés à Serock, au nord de Varsovie, puis envoyés contre le grand-duc en suivant la Narew. La garde évacue Ostrołęka, qui est prise le 24 par les Polonais. Mais le 26 au matin, ils se trouvent face à l'armée russe de Diebitsch remontée de Siedlce. Passés sur la rive gauche de la rivière, ils vont livrer un combat acharné pour empêcher le passage des Russes. Le soir, Skrzynecki décide d'abandonner la position et de revenir à Varsovie. Les Russes, qui ont subi des pertes considérables, ne font pas grand-chose pour empêcher cette retraite.
Les pertes sont aussi élevées du côté polonais. De l'aveu du général Skrzynecki, 5 000 hommes sont hors de combat, parmi lesquels des généraux ainsi que 30 officiers d'état-major et 125 de grades inférieurs.
Au total, cette bataille est une défaite pour l'armée polonaise, qui est revenue à son point de départ. Malgré tout, elle compte encore 80 000 hommes au début du mois de juin.
L'armée polonaise subit ensuite plusieurs revers. Le général Wacław Sierakowski est battu à Wronow et Kazimierz Dolny, le général Józef Dwernicki, envoyé en Volhynie en mars pour susciter une insurrection, est contraint fin avril de se réfugier en Autriche où son corps de 4 000 hommes est désarmé et interné. Envoyé à son secours avec 6 000 hommes, le général Wojciech Chrzanowski décide alors de rester à Zamość.

#### La mort du général Diebitsch (10 juin)
Envisageant d'attaquer Varsovie du nord, Diebitsch commence par s'établir à Pułtusk, plus près de Varsovie (30 km). Mais il meurt du choléra le 10 juin.
Durant cette phase défavorable à l'armée russe, Skrzynecki ordonne l'attaque des corps commandés par les généraux Kreutz et Rüdiger. La première attaque menée par le général Ludwik Bukowski échoue, les Russes refusant le combat. La seconde, menée par le général Antoni Jankowski, réussit à encercler Rüdiger à Łysobyki le 19 juin, mais, recevant un ordre de rentrer à Varsovie, Jankowski y obéit immédiatement et ne termine pas son attaque. Bukowski et Jankowski sont arrêtés à leur retour et emprisonnés au château de Varsovie.
Un autre revers concerne l'expédition du général Antoni Giełgud en Lituanie, où il est envoyé en juin avec 12 000 hommes pour soutenir l'insurrection. Mais, vers le 15 juillet, Giełgud et ses 8 000 hommes se trouvent contraints de se réfugier en Prusse, où ils sont internés. Une unité de 4 000 hommes du général Henryk Dembinski réussit à rentrer à Varsovie.
Du côté russe, Diebitsch est remplacé par Ivan Paskevitch, qui prend le commandement effectif le 26 juin.

#### La seconde offensive russe (juillet-début août)
Paskevitch décide de s'éloigner de Varsovie afin de traverser la Vistule. Le mouvement commence le 4 juillet. La traversée a lieu le 21 juillet, sans intervention polonaise, à Osiek nad Wisłą, un peu en amont de Toruń. Paskevitch est alors en mesure d'attaquer Varsovie par l'ouest. Par ailleurs, le général Rüdiger traverse la Vistule à Józefów, au sud de Varsovie.
Le 1er août, Skrzynecki établit une ligne de défense à Sochaczew et sur la Bzura, à 35 km à l'ouest de Varsovie. Vu sa passivité, le gouvernement envoie une commission d'enquête à l'état-major installé à Bolimów. Après avoir interrogé des officiers, les commissaires relèvent Skrzynecki de son commandement le 10 août et nomment à sa place, à titre temporaire, le général Henryk Dembinski. Mais celui-ci ne se montre pas plus efficace. Le 14 août, il ordonne de quitter la ligne de la Bzura pour revenir vers Varsovie.

### La chute du gouvernement national et la prise du commandement par Jan Krukowiecki
Le 15 août 1831, la perspective de la défaite et soupçon de la trahison de la cause nationale provoque des émeutes à Varsovie. Les insurgés font irruption dans plusieurs prisons et pendent des dizaines de personnes accusées d'espionnage dont les généraux Antoni Jankowski et Ludwik Bukowski.
Le prince Czartoryski suggère de rechercher la protection des Autrichiens, ce qui déclenche la fureur de Joachim Lelewel et des radicaux qui demandent instamment la création d'une république égalitaire. Le gouvernement national du prince Czartoryski démissionne le 16 août 1831 et le lendemain, les pleins pouvoirs sont donnés par la Diète au général Jan Krukowiecki, gouverneur de Varsovie, qui réprime impitoyablement les émeutes et rétablit l'ordre dans la ville.
Désigné Président du conseil des ministres, Krukowiecki nomme six ministres et choisit le général Kazimierz Małachowski comme vice-commandant en chef. Krukowiecki tente de négocier avec le maréchal Paskiewicz, mais il refuse.
Le 19 août, le conseil de guerre décide l'envoi de deux expéditions : l'une vers le nord pour ravitailler la capitale et la seconde, 20 000 hommes commandés par le général Ramorino, pour attaquer le corps de Rozen, de seulement 11 000 hommes, à l'est, sur la route de Brest.

### La chute de Varsovie (6-8 septembre)

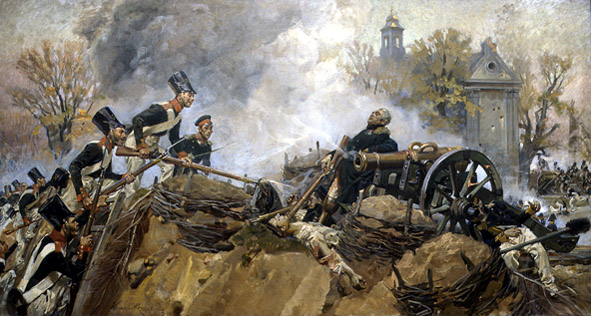
Le général Sowiński à Wola

Dès le 18 août, l'armée russe se trouve près de Varsovie, mais Paskevitch suspend les opérations en attendant des renforts. Quand ceux-ci arrivent, il se trouve à la tête de 80 000 hommes. Du côté polonais, la capitale est défendue par 28 000 soldats et 10 000 civils armés.
Le 4 septembre, Paskevitch propose aux défenseurs de capituler, ce qui est catégoriquement refusé.
Le 6 septembre 1831, l'armée russe attaque la première ligne de défense, dont l'élément principal est le fort de Wola, défendu par le général Józef Sowiński avec 1 300 hommes face à 11 bataillons russes. Le fort tombe vers midi. L'attaque contre la seconde ligne de défense est suspendue par Paskevitch, qui accepte une trêve jusqu'au lendemain 13 h. Les Polonais refusent de nouveau la capitulation.
Le 7 septembre, l'offensive russe reprend en début d'après-midi et la seconde ligne de défense tombe après de durs combats. À 22 h, le général Małachowski ordonne à son armée de passer sur la rive droite de la Vistule, à Praga. Puis il obtient une trêve pour évacuer Varsovie vers le nord. Le gouvernement et l'armée polonaise quitte la capitale.
Le 8 septembre 1831, le général Krukowiecki, resté à Varsovie et privé de commandement, capitule et est fait prisonnier.

### Derniers combats
L'armée de Małachowski se rassemble à Modlin, où il est décidé de poursuivre le combat. Le 9 septembre, Małachowski démissionne et est remplacé par le général Maciej Rybiński. La direction du gouvernement est attribuée à Bonaventura Niemojowski.
Les forces polonaises encore disponibles s'élèvent alors à 70 000 hommes : 33 000 avec Rybiński, 20 000 avec Ramorino, 10 000 avec le général Karol Różycki à Kielce, plus les garnisons de Modlin et de Zamość. Il est envisagé d'opérer une jonction des colonnes de Rybiński, de Ramorino et de Różycki.
Mais le général Ramorino décide de son propre chef d'abandonner le combat et passe en Autriche le 17 septembre.
Le 23 septembre a lieu la dernière séance de la Diète. Les députés annoncent la suspension du soulèvement. La plupart décident d'émigrer.
Le 5 octobre, la majeure partie de l'armée de Rybiński passe en Prusse.
Les forteresses de Modlin et de Zamość tombent les dernières, respectivement les 9 et 21 octobre.

## Les réactions étrangères à l'insurrection

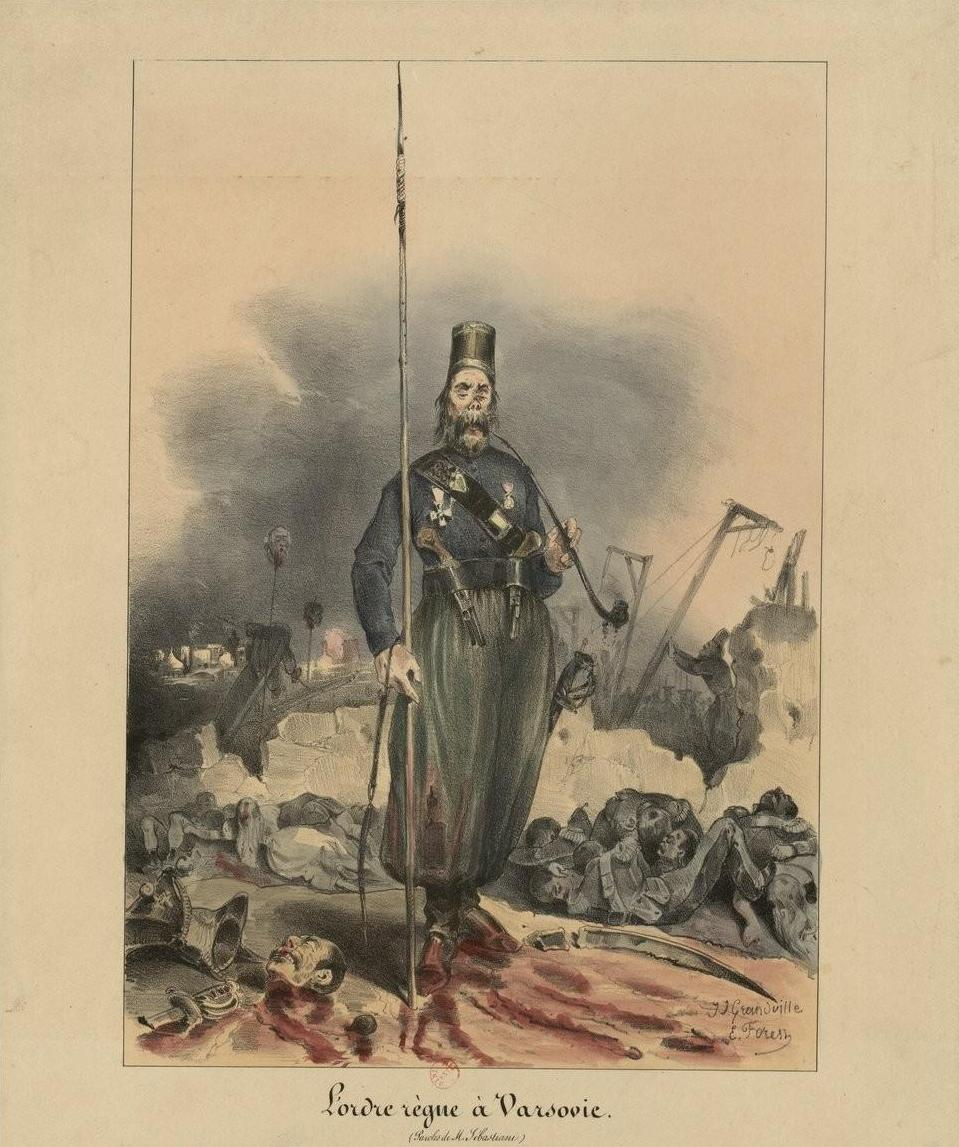
L'ordre règne à Varsovie par Grandville et Eugène Forest.

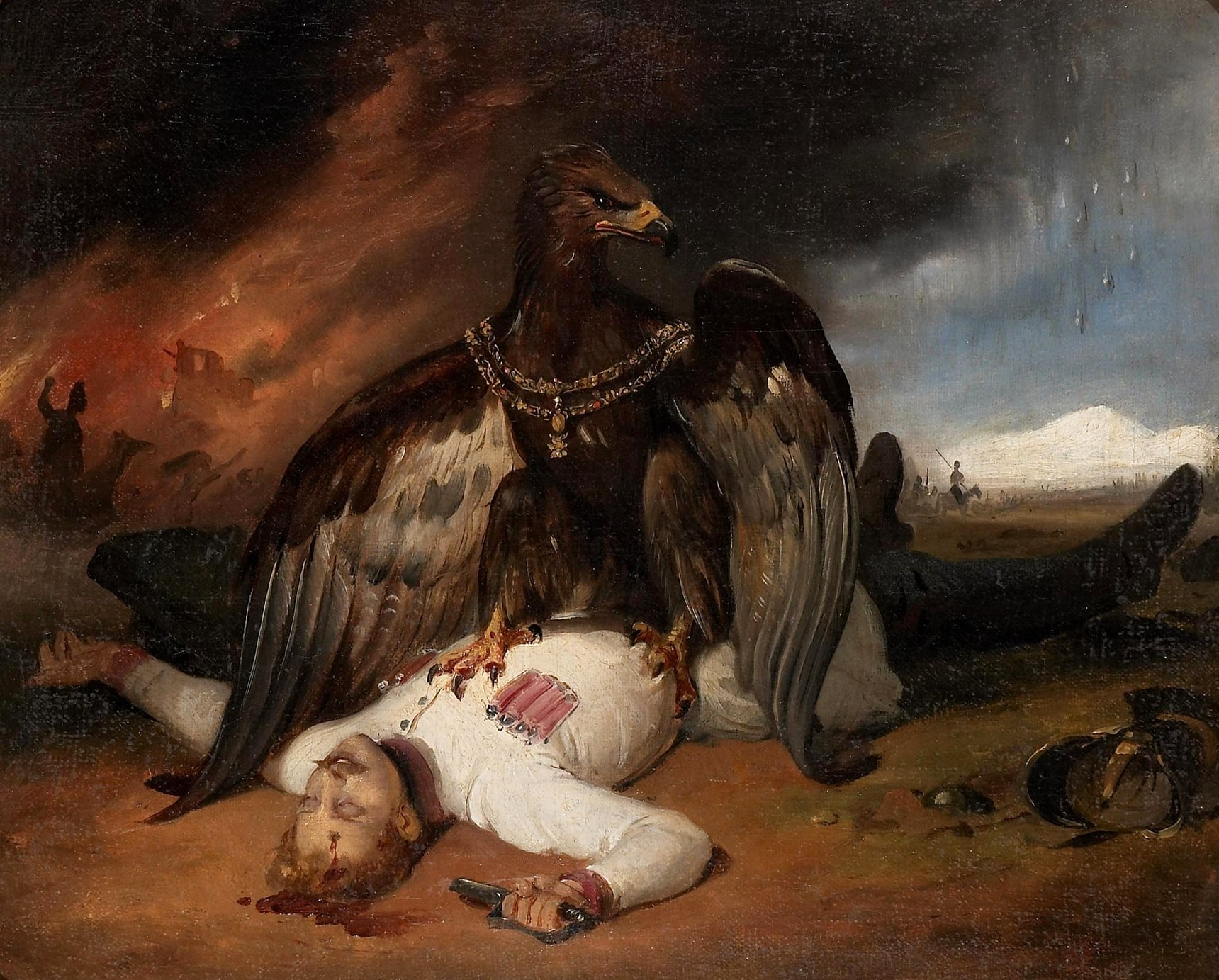
Le Prométhée polonais par Horace Vernet, 1831.

L'insurrection polonaise est populaire en France et en Belgique, au moins dans l'opinion publique libérale ou républicaine. Elle a aussi le soutien des Britanniques et des Américains des États-Unis.

### L'insurrection et les gouvernements étrangers
Un organisme chargé des Affaires étrangères est créé dans les gouvernements de l'insurrection. Les responsables en sont successivement Adam Czartoryski, Gustave Malachowski, de nouveau Adam Czartoryski, André Horodyski et Théodore Morawski. La formulation « ministère des Affaires étrangères » (Ministerstwo Spraw Zagranicznych)  est utilisée à partir du 3 février 1831.
Le gouvernement national polonais envoie des émissaires auprès de certains gouvernements, mais sans grands résultats. À Paris, la légation polonaise a à sa tête le général Kniaziewicz et Louis Plater (ils sont nommés en février 1831) ; le juriste Louis Wolowski est nommé premier secrétaire. Bien qu'ils n'aient pas de statut diplomatique officiel, Kniaziewicz et Plater sont reçus à de nombreuses reprises par le ministre des Affaires étrangères Horace Sébastiani, mais sans qu'il s'engage jamais positivement en faveur des insurgés. Le gouvernement français, issu de la révolution de Juillet, a en principe de la sympathie pour la cause polonaise, mais ne veut pas prendre parti contre la Russie et s'aligne sur l'attitude des Prussiens et des Autrichiens. La Russie est représentée à Paris par une véritable ambassade, que dirige le diplomate d'origine corse Charles Pozzo di Borgo. On peut aussi noter que, depuis 1827, la France a un consul à Varsovie, Raymond Durand, nommé sous le règne de Charles X, dont les patriotes polonais ont, même avant l'insurrection, une très mauvaise opinion.
Après la défaite d'Ostrolenka, plus personne à l'étranger ne croit à une victoire des insurgés.
Les gouvernements autrichiens et prussiens, directement concernés, du fait qu'ils ont un assez grand nombre de sujets polonais, dont certains participent à l'insurrection (par exemple, Louis Sczaniecki et le général Uminski pour la Prusse), restent neutres. Ils n'apportent (semble-t-il) d'aide ni à la Russie, ni aux insurgés, mais lorsque des militaires polonais se réfugient en territoire autrichien ou prussien, ils sont désarmés et internés.

### Le soutien de l'opinion publique française
La Société des amis du peuple participe aux manifestations en faveur du soutien aux Polonais qui ont lieu en novembre 1830 à Paris.
Au début de 1831, Casimir Delavigne, auteur en 1830 de La Parisienne, écrit en l'honneur des insurgés polonais La Varsovienne, mise en musique par Auber et chantée en public le 1er mars 1831 par Adolphe Nourrit. Son texte est presque tout de suite adapté en polonais par Karol Sienkiewicz sous le titre de Warszawianka, chantée à Varsovie au Théâtre national le 5 avril.
Des comités de soutien sont fondés. Le 23 janvier 1831, le général La Fayette crée le Comité central français en faveur des Polonais, dit « Comité La Fayette », présent à Paris et dans plusieurs villes de province. La Fayette en est le président et Charles de Lasteyrie le vice-président. Parmi les membres on trouve Béranger, Armand Carrel, Leonard Chodźko, Adolphe Crémieux, Pierre Daunou, David d'Angers, Casimir Delavigne, Victor Hugo, le général Lamarque, Emmanuel de Las Cases, Odilon Barrot, Destutt de Tracy, le duc de Valmy, etc.
La capitale française est également le siège d’un Comité américano-polonais dirigé par l’écrivain Fenimore Cooper et à laquelle participe Samuel Gridley Howe. Son comité est fondé à Boston fin 1830 ou début 1831.
On trouve aussi à Lyon un comité fondé en juin 1831, la Société du Bazar polonais.

### Les opinions publiques dans les autres pays
Frédéric Chopin, qui était parti de Varsovie le 2 novembre 1830 dans un but purement professionnel, ressent une certaine hostilité des Viennois envers les insurgés. Cela le pousse à quitter ce pays plus tôt que prévu pour venir en France (il voyage de juillet à septembre, se trouvant à Stuttgart au moment où il apprend la chute de Varsovie).

### Les combattants étrangers volontaires
Un certain nombre de volontaires viennent combattre aux côtés des insurgés. L'exemple le plus connu est celui du général Gerolamo Ramorino. On peut aussi citer le commandant de l'armée française Georges Frédéric Langermann.
Au total, l’envoi de volontaires internationaux, qui passe par les réseaux du militantisme international européen, se chiffre plutôt en dizaines qu’en milliers d’hommes.
En France, grâce aux collectes du Comité central en faveur des Polonais, le colonel Fabvier affrète un navire, le Jules-et-Julie, sur lequel embarquent des militaires volontaires pour aller combattre dans l’armée polonaise. Il ne s'agit vraisemblablement que de quelques dizaines de personnes.
Arrivés en Pologne, ces hommes participent à la grande offensive du printemps 1831 en Lituanie et à la retraite qui s’ensuit.

### L'assistance médicale à l'insurrection
Une aide médicale est apportée à l'armée polonaise, principalement à partir de la France. Les volontaires sont recrutés par le Comité La Fayette, à la demande du gouvernement national et en liaison avec la légation polonaise de Paris, qui signe des contrats d'engagement pour l'année 1831. Deux groupes principaux sont formés en mars 1831 : le premier, de huit médecins, est dirigé par le Dr Jean-Baptiste Charreyre (départ le 24 mars) ; le second, dirigé par le Dr Joseph-François Malgaigne (1806-1863), comprend un officier de santé, un chirurgien, deux pharmaciens et sept étudiants en médecine (départ le 2 avril). D'autres groupes moins importants sont formés par la suite, certains partant d'Allemagne ou de Suisse. Au total, on estime qu'une quarantaine de volontaires médicaux sont parvenus en Pologne pendant la guerre. Les groupes Charreyre et Malgaigne sont retenus assez longtemps à Berlin, où leurs titres médicaux sont examinés : le passage est notamment refusé à ceux qui ne sont qu'étudiants en médecine.
Une fois arrivés en Pologne, plusieurs médecins français vont se heurter à une certaine hostilité de leurs collègues polonais ; le journal de Varsovie Kurier Polski publie même des critiques contre eux, présentés comme moins compétents que les médecins allemands. De sorte que le 12 mai, le gouvernement polonais ordonne à la légation de Paris de mettre fin au recrutement de volontaires médicaux.
Un fait nouveau est pourtant intervenu en avril avec le début de l'épidémie de choléra en Pologne en avril 1831, la Russie étant déjà atteinte depuis quelques mois (le grand-duc Constantin en meurt à Vitebsk en juin 1831). Le gouvernement français décide alors d'envoyer une mission spécifique en Pologne, avec l'accord de Pozzo di Borgo : six médecins, sous la direction du Dr Charles Londe (1795-1862), qui arrivent à Varsovie au début de juin. À ce moment, les autorités prussiennes et autrichiennes établissent un cordon sanitaire aux frontières du royaume de Pologne afin d'empêcher la propagation de l'épidémie.

## Les conséquences de la défaite

### La répression
Après la prise de Varsovie, la constitution du royaume est suspendue et tous les officiers ayant servi le gouvernement national sont automatiquement cassés et privés de leurs biens, tandis que les soldats restants sont incorporés dans l'armée russe et envoyés dans le Caucase. Les tribunaux militaires condamnent tous les rebelles avec leurs familles aux travaux forcés en Russie et quelque 80 000 Polonais dans les fers prennent le chemin de la Sibérie. Des milliers d'autres fuient à l'étranger.
La loi martiale et l'occupation sont introduites dans le Royaume. Les crimes politiques sont jugés par des tribunaux militaires.
Une énorme contribution est imposée à la Pologne, une barrière douanière est également établie à la frontière polono-russe.

### La Grande Émigration
Des milliers de fugitifs, intellectuels et militaires, grands propriétaires ou simples travailleurs, cherchent à échapper à la répression en se réfugiant dans différents pays d'Europe. Après un séjour obligé en Autriche ou en Prusse, ils sont sauf exception autorisés à choisir une destination. C'est la France qui attire la majorité d'entre eux, et malgré la distance, ce sont environ 10 000 Polonais qui viennent s'y réfugier.
Les comités en faveur du soutien à l'insurrection se transforment en comité de soutien aux réfugiés, notamment en France, où cette fois le gouvernement agit : une allocation journalière est versée à tous les réfugiés polonais et leur hébergement est organisé. Les grandes masses de réfugiés militaires arrivant en février-mars 1832 sont dirigées vers des centres provinciaux, Paris étant réservé aux réfugiés les plus importants.

### Les changements institutionnels: le Statut organique du royaume de Pologne
En 1832, Nicolas Ier met fin à la constitution de 1815, remplacée par le Statut organique de l'administration du royaume de Pologne qui sera en vigueur jusqu'en 1841. Il maintient l'autonomie administrative du royaume par la reconduite du Conseil administratif. La Diète est abolie et l'armée polonaise dissoute. Le royaume de Pologne conserve cependant ses organes de gouvernement. Le général Ivan Paskevitch reçoit le titre de prince de Varsovie et est nommé vice-roi de Pologne. Bien que le polonais soit toujours la langue officielle du royaume, le pouvoir russe s'attaque à toutes les institutions culturelles polonaises : l'université de Varsovie, le lycée de Varsovie, la Société des Amis des Sciences sont fermés.

### Les réactions en France
La capitulation de Varsovie le 8 septembre 1831 est la cause d'une violente émotion et déclenche même une émeute à Paris. Un peu plus tard, on s'indigne d'un mot maladroit attribué au ministre de la Guerre, le général Horace Sébastiani : « L'ordre règne à Varsovie ».
« Toute la France est polonaise », affirme le général La Fayette à la Chambre des Députés le 10 septembre 1831.

## Liste des principales batailles
- bataille de Stoczek (14 février 1831), victoire polonaise
- bataille de Dobra (17 février 1831), victoire polonaise
- Première bataille de Kałuszyn (17 février 1831)
- première bataille de Wawer (19 février 1831), non décisive
- bataille de Białołęka (24 février 1831), victoire polonaise
- bataille de Grochów (25 février 1831), victoire polonaise
- bataille de Kurów (3 mars 1831), victoire polonaise
- seconde bataille de Wawer (31 mars 1831), victoire polonaise
- bataille de Dębe Wielkie (31 mars 1831), victoire polonaise
- bataille de Domanice (9 avril 1831)
- bataille d’Iganie (10 avril 1831), victoire polonaise
- bataille d'Ostrołęka (26 mai 1831), défaite polonaise
- bataille de Wola (6 septembre 1831), défaite polonaise

## En musique
- Frédéric Chopin a composé l’Étude Révolutionnaire op 10 N°12 en apprenant l’échec de l’insurrection.
- Alexandre Khodzko a composé la chanson "Herby" sur ce soulèvement [32]. Le remix créé par Dawid Hallmann a gagné en popularité.

## Voir aussi

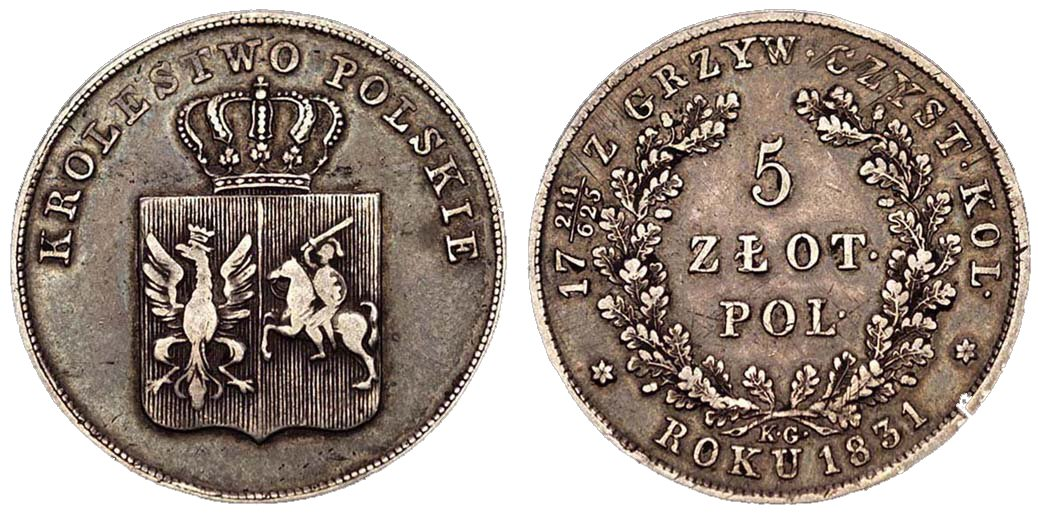
Pièce polonaise de 5 złoty commémorant l'insurrection.

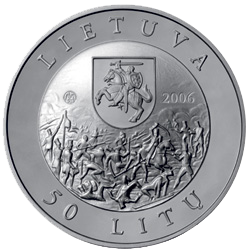
50 litas lituaniens de 2006.